# Islas Vírgenes Británicas en los Juegos Olímpicos de Barcelona 1992
Las Islas Vírgenes Británicas estuvieron representadas en los Juegos Olímpicos de Barcelona 1992 por cuatro deportistas masculinos que compitieron en dos deportes.
El portador de la bandera en la ceremonia de apertura fue el atleta Karl Scatliffe. El equipo olímpico virgenense británico no obtuvo ninguna medalla en estos Juegos.